# Veliki pasavec
Veliki pasavec (znanstveno ime Priodontes maximus), pogovorno tatu-canastra, tatou, ocarro ali tatú carreta, je največja živeča vrsta pasavca (čeprav so bili njihovi izumrli sorodniki, gliptodonti, veliko večji). Živi v Južni Ameriki in sega vse do severne Argentine. Ta vrsta velja za ranljivo za izumrtje.
Veliki pasavec ima kot plen raje termite in nekatere mravlje ter pogosto poje celotno populacijo termitnjaka. Znano je tudi, da pleni črve, ličinke in večja bitja, kot so pajki in kače, ter rastline. Poročali so, da so nekateri veliki pasavci pojedli čebele tako, da so kopali v panje.
Najmanj en živalski park v mestu Villavicencio v Kolumbiji – Los Ocarros – je posvečen tej živali.

## Opis
Veliki pasavec je največja živeča vrsta pasavca, z 11 do 13 pasovi, ki ščitijo telo, in nadaljnjimi tremi ali štirimi na vratu. Njegovo telo je temno rjave barve, s svetlejšim, rumenkastim pasom, ki poteka ob straneh, in bledo, rumeno-belo glavo. Ti pasavci imajo približno 80 do 100 zob, kar je več kot kateri koli drugi kopenski sesalec. Vsi zobje so podobni po videzu, saj so zmanjšani premolarji in molarji, nenehno rastejo vse življenje in nimajo sklenine. Imajo tudi izredno dolge sprednje kremplje, vključno s srpastim tretjim krempljem, dolgim do 22 cm, ki so sorazmerno največji od vseh živih sesalcev. Rep je prekrit z majhnimi zaobljenimi luskami in nima težkih koščenih ščitnikov, ki pokrivajo zgornji del telesa in vrh glave. Žival je skoraj popolnoma brez dlake, z le nekaj bež dlakami, ki štrlijo med ščitniki.
Veliki pasavci običajno tehtajo okoli 18,7–32,5 kg, ko so popolnoma odrasli, vendar so v naravi stehtali 54 kg, primerke v ujetništvu pa do 80 kg. Tipična dolžina vrste je 75–100 cm, pri čemer rep doda še 50 cm.

## Razširjenost in življenjski prostor
Velike pasavce najdemo v večjem delu severne Južne Amerike vzhodno od Andov, razen v vzhodni Braziliji in Paragvaju. Na jugu dosežejo najsevernejše province Argentine, vključno s Salto, Formoso, Gran Chaco in Santiago del Estero. Priznanih geografskih podvrst ni. V glavnem naseljujejo odprte habitate, s travišči cerrado, ki pokrivajo približno 25 % njihovega območja, vendar jih je mogoče najti tudi v nižinskih gozdovih.

## Biologija in vedenje
Veliki pasavci so samotarji in aktivni ponoči, dan pa preživijo v rovih. Prav tako se zakopljejo, da bi ubežali plenilcem, saj se ne morejo popolnoma zviti v zaščitno kroglo. V primerjavi z rovi drugih pasavcev so njihovi rovi nenavadno veliki, z vhodi, širokimi povprečno 43 cm in se običajno odpirajo proti zahodu.
Veliki pasavci uporabljajo svoje velike sprednje kremplje, da kopljejo za plenom in odprejo termitnjake. Prehrano v glavnem sestavljajo termiti, čeprav jedo tudi mravlje, črve, pajke, drugi nevretenčarje, majhne vretenčarje in mrhovino. O reproduktivni biologiji te vrste je trenutno malo znanega in na terenu še nikoli niso odkrili nobenih mladičev. Povprečni čas spanja velikega pasavca v ujetništvu naj bi bil 18,1 ure dnevno.
Pasavci niso bili obsežno raziskani v naravi; zato je malo znanega o njihovi naravni ekologiji in vedenju. V edini dolgoročni študiji te vrste, ki se je začela leta 2003 v perujski Amazoniji, so istega dne našli na desetine drugih vrst sesalcev, plazilcev in ptic, ki so uporabljali rove velikih pasavcev, vključno z redkim kratkouhim psom (Atelocynus microtis). Zaradi tega se vrsta šteje za inženirja habitatov in njegovo lokalno izumrtje ima lahko kaskadne učinke v skupnosti sesalcev z osiromašenjem podzemnih habitatov. Poleg tega je bil veliki pasavec nekoč ključen za nadzor nad populacijami krojaških mravelj, ki bi lahko uničile pridelke, lahko pa tudi sami poškodujejo pridelke, ko prekopajo zemljo.
Samice velikega pasavca imajo dva seska in imajo gestacijsko obdobje približno pet mesecev. Dokazi kažejo, da kotijo samo enkrat na tri leta. Malo je z gotovostjo znanega o njihovem življenju, čeprav se domneva, da so mladiči odstavljeni pri približno sedmih do osmih mesecih starosti in da mati občasno zapre vhod v rove, ki vsebujejo mlajše potomce, verjetno zato, da jih zaščitila pred plenilci. Čeprav se nikoli niso razmnoževali v ujetništvu, je bil divje skoten veliki pasavec v živalskem vrtu San Antonio Zoo ocenjen na približno šestnajst let, ko je poginil.

## Grožnje
Veliki pasavec zagotavlja veliko mesa in je glavni vir beljakovin za nekatera domorodna ljudstva, zato ga lovijo širom območja razširjenosti. Poleg tega so živi veliki pasavci pogosto ujeti za trgovanje na črnem trgu in vedno poginejo med prevozom ali v ujetništvu. Kljub široki razširjenosti te vrste je lokalno redek. To še poslabša izguba habitata zaradi krčenja gozdov. Trenutne ocene kažejo, da je veliki pasavec v zadnjih treh desetletjih morda doživel zaskrbljujoč upad populacije za 30 do 50 odstotkov. Brez posredovanja se bo ta trend verjetno nadaljeval.

## Ohranjanje
Veliki pasavec je bil leta 2002 razvrščen kot ranljiv na Rdeči seznam Svetovne zveze za varstvo narave in je uvrščen v Dodatek I (grozi izumrtje) Konvencije o mednarodni trgovini z ogroženimi prostoživečimi rastlinskimi in živalskimi vrstami.
Veliki pasavec je zaščiten z zakonom v Kolumbiji, Gvajani, Braziliji, Argentini, Paragvaju, Surinamu in Peruju, komercialna mednarodna trgovina pa je prepovedana zaradi njegovega seznama v Dodatku I Konvencije o mednarodni trgovini z ogroženimi vrstami (CITES). Vendar pa se lov za hrano in prodaja na črnem trgu nadaljujeta po celotnem območju razširjenosti. Nekatere populacije se pojavljajo v zaščitenih rezervatih, vključno s parkom Parque das Emas v Braziliji in naravnim rezervatom osrednjega Surinama, ogromnim, 1,6 milijona hektarjev velikim območjem neokrnjenega deževnega gozda, ki ga upravlja Conservation International. Takšna zaščita do neke mere pomaga ublažiti grožnjo izgube habitata, vendar je za preprečitev nadaljnjega upadanja te vrste potrebno ciljno usmerjeno ohranitveno ukrepanje.